# 小野寺龍太
小野寺 龍太（おのでら りゅうた、1945年 - ）は、日本の工学者、歴史家、九州大学名誉教授。

## 略歴
福岡県生まれ。福岡県立修猷館高等学校卒業。1967年九州大学工学部鉄鋼冶金学科卒業。1972年同大学院工学研究科博士後期課程単位修得退学。1977年工学博士。九州大学工学部材料工学科助手、助教授、教授を経て、2005年退職、名誉教授。1975年九大助手時代に第2回「私の正論」（産経新聞社）受賞。退職後は日本近代史、特に幕末期の幕臣の事績を調べている。祖父は久留米大学学長を務めた医学者小野寺直助。

## 著書
- 『古賀謹一郎 万民の為、有益の芸事御開』ミネルヴァ書房〈ミネルヴァ日本評伝選〉2006
- 『日露戦争時代のある医学徒の日記 小野寺直助が見た明治』弦書房 2010
- 『栗本鋤雲 大節を堅持した亡国の遺臣』ミネルヴァ書房〈ミネルヴァ日本評伝選〉2010
- 『幕末の魁、維新の殿 徳川斉昭の攘夷』弦書房 2012
- 『愚劣の軌跡 「共産主義の時代」に振り回された大学人たち』春吉書房 2017。九州大学電算センターファントム墜落事故を描く
- 『岩瀬忠震 五州何ぞ遠しと謂わん』ミネルヴァ書房〈ミネルヴァ日本評伝選〉2018